# Петаш
Петаш (рум. Pătaș) — село у повіті Караш-Северін в Румунії. Входить до складу комуни Прігор.
Село розташоване на відстані 320 км на захід від Бухареста, 42 км на південний схід від Решиці, 112 км на південний схід від Тімішоари.

## Географія
Селом протікає річка Нера.

## Населення
За даними перепису населення 2002 року у селі проживали 682 особи.
Національний склад населення села:
| Національність | Кількість осіб | Відсоток |
| -------------- | -------------- | -------- |
| румуни         | 657            | 96,3%    |
| цигани         | 23             | 3,4%     |

Рідною мовою назвали:
| Мова      | Кількість осіб | Відсоток |
| --------- | -------------- | -------- |
| румунська | 659            | 96,6%    |
| циганська | 22             | 3,2%     |